# Российское общество страхования «Жизнь»
Российское общество страхования капиталов и доходов «Жизнь» — акционерное общество по страхованию жизни, существовавшее в 1835-1919 гг. Первая в истории России страховая компания по страхованию жизни.

## История создания
В 1834 году прусский подданный Фердинанд Шведерский обратился в Министерство внутренних дел с прошением об учреждении в России акционерного общества для «застрахования пожизненных доходов и денежных капиталов, с предоставлением ему некоторых исключительных преимуществ». Это предложение и проект устава были рассмотрены в Государственном Совете, и на его положительное заключение император Николай I наложил 4 сентября 1835 года резолюцию «быть посему». Новая акционерная страховая компания получила название «Российское общество для застрахования пожизненных и других срочных доходов и денежных капиталов».

## Деятельность
Компания получила от правительства исключительное право на страхование жизни на территории Российской империи. Монополия заключалась в том, что в течение ближайших 20 лет «никакое другое общество ни в России, ни в чужих краях» не имело право производить операции, разрешенные учреждаемому обществу (фактически монополия на страхование жизни в России продержалась до 1860 года). Агентам иностранных страховщиков было запрещено заключать договоры страхования под угрозой штрафа в 20% от страховой суммы. Исключением являлся письменный отказ от страхования самой компании. Единственным налогом стала пошлина в 25 копеек с 1000 рублей страховой суммы. К 1910 году его капитал превысил 40 млн руб.
Устав общества предусматривал страхование по четырем видам, или, как тогда говорили, разрядам: разряд А — страхование капитала в пользу наследников (страхование на случай смерти); разряд В — страхование пенсий в пользу наследников и при дожитии до определенного срока (смешанное страхование); разряд С — страхование пенсий в пользу самого страхователя (страхование на дожитие); разряд Д — страхование капиталов и пенсий в пользу детей при достижении ими определенного возраста. Более 97% договоров приходилось на разряд А.